# Fricis
Cette page présente le prénom Fricis ainsi que ses variantes.
Fricis est un prénom masculin letton dérivé de Frīdrihs, lui-même de Frederick et célébré le 14 novembre.

## Personnalités portant ce prénom
- Fricis Apšenieks (1894-1941), joueur d'échecs letton
- Fricis Bārda (1880-1919), poète romantique letton
- Fricis Dambrēvics (en) (1906-?), joueur letton de football
- Fricis Kaņeps (en) (1916-1981), joueur letton de football
- Fricis Laumanis (en) (1910-1981), joueur letton de football
- Fricis Rokpelnis (en) (1909-1969), poète et auteur letton

## Référence
1. ↑  (en) « 10th Century Frisian Masculine Names », sur heraldry.sca.org (consulté le 28 décembre 2017)